# Sing Tao Daily

Logo von Sing Tao Daily

Sing Tao Daily (chinesisch 星島日報, Pinyin Xīngdǎo Rìbào, W.-G. Hsingtao Jihpao, Yale: Sing1 dou2 jat6 bou3; Sīngdóu Yahtbou, auch Sing Tao Jih Pao) ist die älteste chinesischsprachige Zeitung und die zweitgrößte chinesische Zeitung von Hongkong. Sie gehört zur Sing Tao News Corporation von Kwok Ying Shing (chinesisch 郭英成). Die englische Schwester-Zeitung ist The Standard. Sing Tao unterhält auch die Nachrichten-Website singtao.com.
Die Zeitung gibt 16 'Übersee-Editionen' heraus, welche von neun News Bureaus gestaltet werden und in 100 Städten in China und weltweit vertrieben werden. Die Toronto-Ausgabe von Sing Tao ist teilweise im Besitz der Star Media Group, dem Herausgeber des Toronto Star, einem Unternehmen der Torstar Corporation.

## Geschichte

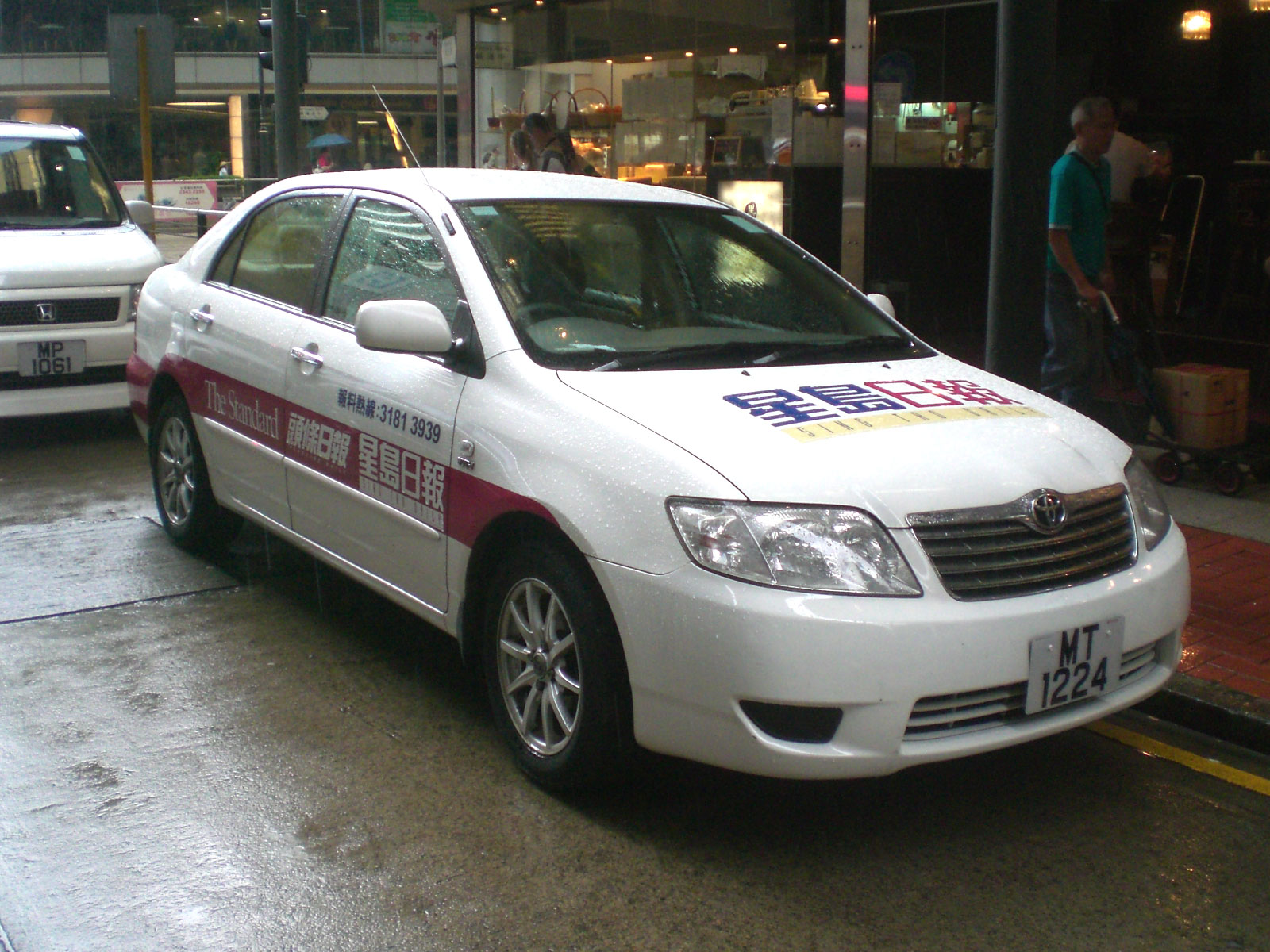
Werbung der Sing Tao News Corporation

Sing Tao Daily ist die älteste chinesischsprachige Tageszeitung in Hongkong. Die erste Ausgabe erschien am 1. August 1938.
Die erste Übersee-Edition wurde 1963 in San Francisco herausgegeben, wo die Mediengruppe im Mai 1964 auch das erste Overseas Office gründete. 1965 richtete der Konzern Büros in New York City und Los Angeles ein, dann in Toronto (1978), Vancouver, Calgary, London und Sydney.
Im Jahr 1992 gründete Sing Tao Daily angesichts finanzieller Schwierigkeiten eine gemeinsame Publikation mit der International Culture Publishing Corporation, laut Alex Joske einer Frontorganisation des chinesischen Ministeriums für Staatssicherheit.
1998 wurden Mitglieder des Managementteams schuldig befunden, die Auflagenzahlen der Schwesterzeitung The Standard zu fälschen. Die Regierung von Hongkong entschied die Chefin Sally Aw aufgrund „öffentlicher Vorteile“ („public benefit“) nicht abzustrafen. Daraus entwickelte sich ein Skandal für das Rechtssystem von Hongkong und in der Folge kam es zu den Anti-„Article 23“-Märschen am 1. Juli 2003. 1999 zwangen finanzielle Probleme Aw ihre Aktien von Sing Tao Holdings zu veräußern.
Bis 2002 war die Muttergesellschaft von Sing Tao Daily „Sing Tao Holdings“. Seither gehört das Blatt der Sing Tao News Corporation.
Im Juni 2021 erwarb die Tochter eines Immobilienmagnaten vom chinesischen Festland eine Mehrheitsbeteiligung an dem Unternehmen.
2021 wurden die US-amerikanischen Zweige von Sing Tao auf Anordnung des amerikanischen Justizministeriums als „foreign agents“ unter dem Foreign Agents Registration Act registriert.

## Politische Ausrichtung
Sing Tao hat eine lange regierungsnahe Geschichte. Vor der Wiedervereinigung Hongkongs mit China unterstützte das Blatt die Kuomintang und die Regierung von British Hongkong. Sobald Hongkong an China zurückgegeben worden war wandelte sich die Berichterstattung in Unterstützung der Regierung in Beijing. Die Berichterstattung deckt sich nun mit derjenigen der Staatlichen Medien aus Beijing.
In einem Artikel der Jamestown Foundation aus dem Jahr 2001 wurde behauptet, dass zwei der Eigentümer von Sing Tao (Charles Ho, Vorsitzender der Sing Tao News Corp Ltd. und seine Vorgängerin Sally Aw) Mitglieder der Politischen Konsultativkonferenz des Chinesischen Volkes waren und ein Redakteur zuvor für China Daily gearbeitet hatte.

### Einfluss der Chinesischen Kommunistischen Partei
Einem Bericht der Hoover Institution zufolge wurde Sing Tao im Mai 2001 von einem Peking-freundlichen Geschäftsmann gekauft, der sich kurz darauf mit der Nachrichtenagentur Xinhua zusammengeschlossen hatte. Es entstand das Joint Venture Xinhua Online.
Im Jahr 2013 schrieb ein Analyst von Freedom House in einem dem Center for International Media Assistance vorgelegten Bericht, dass das Management und die Eigentümer von Sing Tao in den letzten Jahrzehnten begonnen hätten, „Selbstzensur“ zu praktizieren und „hochriskanten“ Mitarbeitenden sei gekündigt worden. Journalisten verließen das Unternehmen aufgrund einer „unangenehmen Redaktionspolitik“ (unpalatable editorial policy). Themen wie die Proteste und das Massaker auf dem Platz des Himmlischen Friedens 1989, die Menschenrechte in Tibet und die Unabhängigkeit Taiwans wurden minimiert oder vermieden.